# Vega de Ruiponce
Vega de Ruiponce – gmina w Hiszpanii, w prowincji Valladolid, w Kastylii i León, o powierzchni 31,37 km². W 2011 roku gmina liczyła 120 mieszkańców.